# تبار (بورگس)
تبار (بورگس) (به اسپانیایی: Tobar) یک شهرستان در اسپانیا است که در کاستیا و لئون واقع شده‌است.

## خصوصیات
تبار ۱۲ کیلومترمربع مساحت و ۴۳ نفر جمعیت دارد و ۸۹۲ متر بالاتر از سطح دریا واقع شده‌است.